# Alcyonium sollasi
Alcyonium sollasi is een zachte koraalsoort uit de familie Alcyoniidae. De koraalsoort komt uit het geslacht Alcyonium. Alcyonium sollasi werd in 1889 voor het eerst wetenschappelijk beschreven door Wright & Studer. 